# 稲川博通
稲川 博通（いながわ ひろみち、1930年2月24日 - 1991年1月19日）は、日本の経営者。東京都出身。

## 経歴
1950年に第一高等学校を卒業し、同年4月にレナウンに入社。
1970年2月に取締役に就任し、1973年2月に常務、1975年2月に専務を経て、1979年3月には社長に就任した。1990年3月には会長に就任。
1991年1月19日、肺癌のため死去。60歳没。